# HMS Pallas (1804)
Pour les autres navires du même nom, voir HMS Pallas.
La HMS Pallas est une frégate de cinquième rang (32 canons) de classe Thames de la Royal Navy lancée en 1804 et échouée dans le Firth of Forth en 1810.
Son premier capitaine fut Thomas Cochrane. Il s'illustra avec elle lors des guerres napoléoniennes. D'abord stationné dans les Açores, il y captura de nombreux et riches navires espagnols et français. Après avoir patrouillé le long des côtes normandes puis avoir escorté un convoi jusque dans l'estuaire du Saint-Laurent, la frégate revint dans le golfe de Gascogne. Le 6 avril 1806, à l'entrée de l'estuaire de la Gironde, la Pallas affronta quatre corvettes françaises, en forçant trois à s'échouer et capturant la quatrième, la Tapageuse. Le 14 mai suivant, elle affronta et défit la frégate Minerve et ses trois bricks de soutien. Cochrane ne put effectuer la capture quand deux autres frégates françaises vinrent au secours de la Minerve. Endommagée, la Pallas fut remorquée jusqu'à Plymouth.
Après réparations, la frégate passa sous le commandement de George Cadogan et participa à l'évacuation des troupes britanniques lors de l'expédition de Walcheren en 1807. L'année suivante, elle passa sous le commandement de George Francis Seymour. En décembre 1810, son nouveau capitaine G.P. Monke l'échoua irrémédiablement dans le Firth of Forth.